# 十川次郎
十川次郎（1890年—1963年6月），大日本帝国陆军中将，山口县人。

## 生平
1911年5月，十川次郎毕业于日本陆军士官学校，进入日本陆军大学深造。1921年11月从陆军大学毕业后历任步兵第57联队中队长、步兵第1联队联队长等职。1938年成为近卫步兵第2旅团旅团长，晋少将衔。
1939年8月，十川次郎任中支那派遣军宪兵队司令官，参加中日战争。1941年3月升任陆军中将，为第十师团师团长，驻守满洲。1944年1月就任第6军司令官，直至战争结束。